# Pax Romana

Římská říše v době svého největšího rozmachu za vlády císaře Traiana kolem roku 117

Pax Romana nebo také Pax Augusta (latinsky „římský“ nebo „Augustův mír“) je označení, které zavedl britský historik Edward Gibbon pro dlouhé období relativního míru po celém území římské říše zhruba mezi roky 27 př. n. l. (nástup císaře Augusta) a 180 n. l. (smrt císaře Marca Aurelia). V přeneseném smyslu může znamenat mír prosazený a vynucený politickou mocí, která nemá soupeře. Tak se různá dějinná období někdy nazývají Pax Mongolica, Pax Sinica, Pax Britannica, nebo Pax Americana.

## Historie míru
Když se Augustus roku 27 př. n. l. zbavil svých konkurentů a získal od senátu titul imperátor, obnovil formálně římskou republiku (Res publica Romana), ovšem ve skutečnosti se stal samovládcem a založil dědičnou monarchii (principát). Energickou i umírněnou politikou se mu podařilo ukončit občanskou válku, uzavřel mír s různými sousedy, zejména s parthskou říší na východě, a různými privilegii si získal podporu legií i vlivných lidí v Římě. Nastolení a udržení míru mu získalo nesmírný obdiv a úctu, takže pro mnohé zahájil nové období světa, „věčný mír“.
Během více než dvou staletí „římského míru“ se sice stále na hranicích bojovalo, Římané krvavě potlačili židovské povstání roku 70 i roku 135, Traianus dobyl Británii a Marcus Aurélius po celou dobu své vlády válčil s Parthy, uvnitř se však říše těšila z míru a prosperity, mimo jiné díky mnoha dobře rozmyšleným reformám. Převážná část dochovaných římských stavebních památek pochází právě z tohoto období. Protože říše zahrnovala celé pobřeží Středozemního moře, podařilo se v té době zlikvidovat pirátství, což velmi podpořilo rozvoj obchodu. Na druhé straně v tomto období vládla i řada nepříliš schopných císařů, ani ti však celkový vnitřní mír neohrozili. Teprve výstřední syn Marca Aurelia Commodus vyvolal svými nerozvážnostmi řadu spiknutí a období Pax Romana tak ukončil.